# Lealisti dell'Impero Unito

Una versione della Union Flag come usata dal 1707 al 1801, che può essere vista come un comune simbolo lealista in certe parti del Canada

Il nome Lealisti dell'Impero Unito (in inglese: United Empire Loyalists) è un nome onorifico concesso ai lealisti americani che si trasferirono nel Nord America Britannico e nelle altre Colonie britanniche, come atto di fedeltà a Giorgio III, a seguito della sconfitta britannica nella guerra d'indipendenza americana.

## Lista degli attuali insediamenti lealisti in Canada

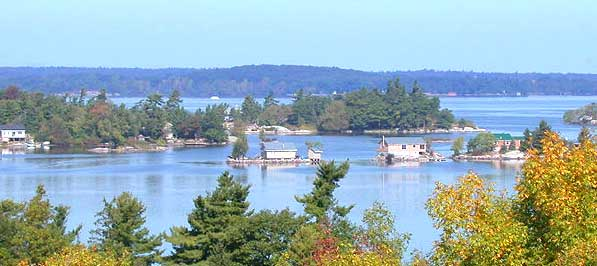
Una vista delle Thousand Islands, regione dell'Ontario orientale.

Il nome utilizzato nel XVIII secolo è segnato precedentemente a quello corrente.
- Antigonish
- Belleville
- Buell's Bay → Brockville, Ontario
- Butlersbury → Newark → Niagara-on-the-Lake, Ontario
- Cataraqui → Kingston
- Clifton → Niagara Falls
- Cornwall, Ontario
- Eastern Townships, Quebec
- Effingham, Ontario
- Grimsby, Ontario
- Merrittsville → Welland, Ontario
- Port Roseway → Shelburne, Nova Scotia
- Prince Edward County, Ontario
- Saint John, New Brunswick
- Six Nations and Brantford
- St. Andrews-by-the-Sea → St. Andrews, New Brunswick
- St. Anne's Point → Fredericton
- The Twelve → Shipman's Corners → St. Catharines, Ontario
- York → Toronto